# セーラ経
『セーラ経』（セーラきょう、巴: Sela-sutta、セーラ・スッタ）とは、パーリ仏典経蔵中部に収録されている第92経。『施羅経』（せらきょう）とも。
優秀な婆羅門であるセーラ（施羅）が仏教に帰依する様を描く。

## 構成

### 登場人物
- 釈迦
- セーラ（施羅） --- 優秀な婆羅門
- ケーニア --- セーラの弟子

### 場面設定
ある時、釈迦は1000人以上の比丘と共に、アングッタラーパに滞在していた。
そこで婆羅門セーラの弟子ケーニアは、釈迦たちに供物（食事）を提供することを申し出、釈迦はこれを受け入れる。
ケーニアから釈迦の評判を聞いたセーラは、三十二相が釈迦に備わっているか確認しに彼の元を訪れ、それを確認する。釈迦は彼に、自分は誰も回せなかった法輪を回す者であり、後継者はサーリプッタ（舎利弗）であると述べる。
セーラは、三宝に帰依し、出家して僧伽に参加する旨を、連れてきた弟子たちに伝えると、300人の弟子たちが彼とともに出家する。
セーラは出家して8日目に阿羅漢に到達する。

## 日本語訳
- 『南伝大蔵経・経蔵・中部経典3』（第11巻上） 大蔵出版
- 『パーリ仏典 中部（マッジマニカーヤ）中分五十経篇II』 片山一良訳 大蔵出版
- 『原始仏典 中部経典3』（第6巻） 中村元監修 春秋社